# Лопес, Хенаро
Хенаро Лопес Родригес (исп. Genaro López Rodríguez; родился 26 июля 1954 года в Читре, округ Калобре, провинция Верагуас, Панама) — панамский профсоюзный лидер и политический деятель. Наиболее известен как генеральный секретарь профсоюза строительных рабочих Suntracs в 1990—2010 годах; как лидер движения Френадесо за экономические и социальные права; и в качестве кандидата в президенты от партии Широкий фронт за демократию (Frente Amplio por la Democracia) на выборах 2014 года.

## Ранние годы
Его родителями были Мария Саломе Родригес и Рейнальдо Лопес Альварадо. Они работали на кофейной плантации, а позже открыли деревенский продуктовый магазин. Хенаро Лопес вырос в деревне Читра, где посещал начальную школу. В 18 лет он покинул деревню и переехал в столицу Панаму.

## Рабочий и профсоюзный активист
Его первой работой в городе были ремонтные работы в ресторане, но вскоре он ушёл из-за разногласий с работодателем. Тогда дядя предложил ему работу в строительной сфере. В 1970-е годы он работал на ряде строек. В 1976 году он присоединился к профсоюзу Suntracs, тогда небольшой добровольной группе строителей, плотников и ремонтников. Работая в компании Díaz y Guardia, он добился увеличения членства в профсоюзе. Проработав несколько лет представителем профсоюза, в 1980 году при поддержке ряда рабочих движений Лопес вошёл в руководство Suntracs, но позже отказался от своей должности из-за связей этого профсоюза с диктатурой Мануэля Норьеги.
В оппозиции режиму Лопес участвовал в организации кампании за демократию (Modec) внутри Suntracs, присоединившись к её генеральному секретариату в 1987 году во время политического кризиса в Панаме. После падения диктатуры 15 февраля 1990 года он был назначен генеральным секретарем самой Suntracs.

## Лидер профсоюза строителей
За 20 лет его пребывания на посту лидера профсоюза число его членов увеличилось до 50 000 человек, что сделало его крупнейшим профсоюзом в Панаме, и Лопес добился самого благоприятного коллективного договора во всех странах Центральной Америки.
Он возглавлял забастовки и протесты на протяжении пяти сроков своего руководства. Среди прочего, Лопес поддерживал работников государственного сектора, которые были уволены после попытки переворота 1990 года против Гильермо Эндары. В 1995 году он возглавил 13-дневную стачку против изменений трудового законодательства при правительстве Эрнесто Переса Бальядареса, в результате подавления которой было арестовано более 500 человек, а четверо погибли.
Забастовки и протесты, возглавляемые Лопесом, продолжались при правительствах Мирейи Москосо, Мартина Торрихоса и Рикардо Мартинелли. Во время президентства Мартинелли он принял участие в протестах 2010 года против «Закона 30», который предусматривал спорные реформы в трудовом, уголовном, судебном и экологическом законодательстве.
Будучи лидером Suntracs, Хенаро Лопес выступал против экономических мер сменявших друг друга правительств, которые он с товарищами считал неолиберальными и антисоциальными. В 2010 году Лопес не баллотировался на переизбрание на пост генерального секретаря, и 26 августа эта должность перешла к Саулю Мендесу.

## Кандидат в президенты
10 сентября 2013 года Лопес был номинирован в кандидаты в президенты от недавно сформированной левой партии Широкий фронт за демократию (FAD). На партийных праймериз 24 ноября он был провозглашен кандидатом от партии, набрав 71,5 % голосов, хотя явка была очень низкой — 8 % от зарегистрированных членов партии. Его соперниками были лидер коренных народов Селио Герра, занявший второе место с 25,8 % голосов, Виктор Мануэль Родригес с 1,7 % и Хосе Родригес Райо с 0,91 %.
Будучи кандидатом в президенты, он утверждал, что между правительством и основными оппозиционными силами нет разницы, а единственным настоящим представителем народа является Широкий фронт за демократию.
На выборах в мае 2014 года Лопес набрал 10 914 голосов, или всего 0,59 % от общего числа, заняв четвёртое место. Большая часть левого электората всё равно голосовала за Революционно-демократическую партию.

## Личная жизнь
Он женат на Кларе Мелине Бультрон, с которой познакомился в возрасте 21 года. У них двое детей, Дарисбет и Хенаро Лопес Бультрон.